# Castelfiorentino
Castelfiorentino es una localidad italiana de la ciudad metropolitana de Florencia, región de Toscana, con 17.959 habitantes.

Ubicación de la ciudad de Castelfiorentino dentro de la provincia de Florencia.

## Evolución demográfica
| Gráfica de evolución demográfica de Castelfiorentino entre 1861 y 2001 |
|                                                                        |
| Fuente ISTAT - Elaboración gráfica por parte de Wikipedia              |